# Republican Party of Namibia
Die Republican Party of Namibia (RP, deutsch Republikanische Partei) war vom 5. Oktober 1977 bis zum 18. Dezember 2010 und ist erneut seit Mitte 2014 eine konservative politische Partei in Namibia.

## Geschichte
Die Republikanische Partei (RP) wurde am 5. Oktober 1977 von Dirk Mudge im damaligen Apartheids-Südwestafrika gegründet. Am 1. Dezember 1977 gründete die Partei ihre Parteizeitung „Die Republikein“ mit Johannes Spies als ersten Chefredakteur. In den 1980ern wurde die Republikanische Partei ein Gründungsmitglied der Demokratischen Turnhallenallianz und arbeitete bis 2003 unter dem Dach dieser. 2003 trennte sich die Republikanische Partei und tritt seitdem eigenständig bei Wahlen in Namibia an.

### Parteizusammenschluss und Auflösung
Am 7. September 2010 hatte die RP den wahlpolitischen Zusammenschluss mit der Rally for Democracy and Progress (RDP) bekannt gegeben und am 2. Oktober 2010 die Auflösung der Partei beschlossen (aufgrund der praktischen Durchführbarkeit und des zu vermeidenden Verlustes des Parlamentssitzes war dies erst am 18. Dezember 2010 abgeschlossen).
2014 wurde die Auflösung faktisch durch einen abgehaltenen Parteikongress rückgängig gemacht.

## Wahlergebnisse

### Parlament
| Parlamentswahl | Stimmenanteile | Sitze |
| -------------- | -------------- | ----- |
| 2024           | 1,00 % ▼       | 1/96  |
| 2019           | 1,77 % ▲       | 2/96  |
| 2014           | 0,68 % ▼       | 1/96  |
| 2009           | 0,81 % ▼       | 1/72  |
| 2004           | 1,90 %         | 1/72  |

### Präsident
| Präsidentschaftswahl | Kandidat    | Stimmen | Stimmenanteil |
| -------------------- | ----------- | ------- | ------------- |
| 2024                 | Henk Mudge  | 8.988   | 0,81 %        |
| 2019                 | Henk Mudge* | 4.279   | 0,50 %        |
| 2014                 | Henk Mudge  | 8.676   | 0,97 %        |
| 2009                 | Henk Mudge  | 9.425   | 1,16 %        |
| 2004                 | Henk Mudge  | 15.955  | 1,95 %        |

* Mudge zog seine Kandidatur zu Gunsten von Panduleni Itula zurück. Da dieses vom Wahlgesetz nicht vorgesehen ist, erschien sein Name dennoch zur Abstimmung.

### Kommunen
| Kommunalwahl | Sitze |
| ------------ | ----- |
| 2020         | 2/345 |
| 2015         | 0/378 |
| 2010         |       |
| 2004         | 7/288 |
| 1998         |       |
| 1992         |       |